# Caroline Abel
Caroline Abel (Anse Boileau, c. 1972) is een Seychels econoom en centraal bankier. Sinds 14 maart 2012 is ze gouverneur van de Centrale Bank van de Seychellen.

## Vroege leven en studie
Abel werd rond 1972 geboren in Anse Boileau, waar ze de basisschool en middelbare school doorliep. Ze is een dochter van Antoine Abel, een Seychels schrijver en dichter die wordt beschouwd als de vader van de Seychelse literatuur. Ze studeerde economie aan de Universiteit van Leeds en specialiseerde zich later in de monetaire economie aan de Universiteit van Glasgow.

## Carrière
Ze begon haar carrière in 1994 bij de Centrale Bank van de Seychellen. Na daar verschillende rollen te hebben vervuld werd ze in juli 2010 plaatsvervangend gouverneur van de bank. Op 14 maart 2012 werd Abel als eerste vrouw benoemd tot gouverneur.

## Onderscheidingen
Tijdens de 6e African Business Leadership Forum and Awards ontving Abel een Commendation Award van de Georgia Legislative Black Caucus. Ook ontving ze er de African Female Public Servant of the Year Award van African Leadership Magazine.

## Publicaties
- Central Bank Independence in a Small Open Economy: The Case of Seychelles (2009)